# 1364
1364 (MCCCLXIV) fue un año bisiesto comenzado en lunes del calendario juliano, en vigor en aquella fecha.

## Acontecimientos
- 29 de septiembre - Batalla de Auray entre las tropas franco-bretonas y las anglo-bretonas. Fue el enfrentamiento más importante de la guerra de sucesión bretona, parte de la guerra de los Cien Años.
- Fundación de la universidad de Cracovia.
- Comienzo del reinado de Carlos V el Sabio.
- Batalla de Cascina, entre las tropas de Florencia y Pisa, con victoria de las primeras. Este suceso sería plasmado por Miguel Ángel en un famoso diseño de mural, que no llegó a terminar.

## Nacimientos
- Christine de Pisan, filósofa y poetisa.

## Fallecimientos
- 29 de diciembre: Carlos de Blois, Duque de Bretaña, muerto en la batalla de Auray.
- Elisenda de Moncada.
- Juan II de Francia: rey de Francia.
- Kogon: emperador de Japón.